# Distrito de Cu Chi
Cu Chi (em Vietnameita:Củ Chi) é um dos 24 distritos da Cidade de Ho Chi Minh, no Vietnam, sendo um dos cinco distritos que compõem a região suburbana e rural da cidade. Com uma área total de 434,5 km², o distrito tem uma população de 362 454 habitantes, de acordo com dados de 2010. O distrito está dividido em 20 pequenos subconjuntos que são chamados de alas. 